# Pidonia meridionalis
Pidonia meridionalis là một loài bọ cánh cứng trong họ Cerambycidae.